# Десмонд (королівство)

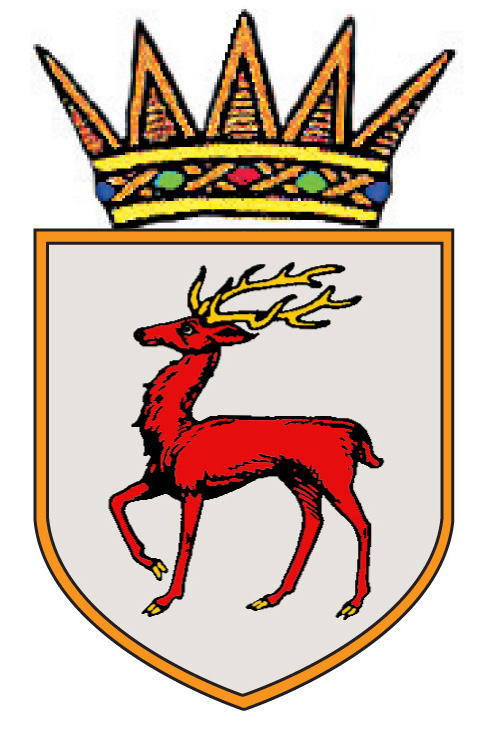
Герб королівства Десмонд.

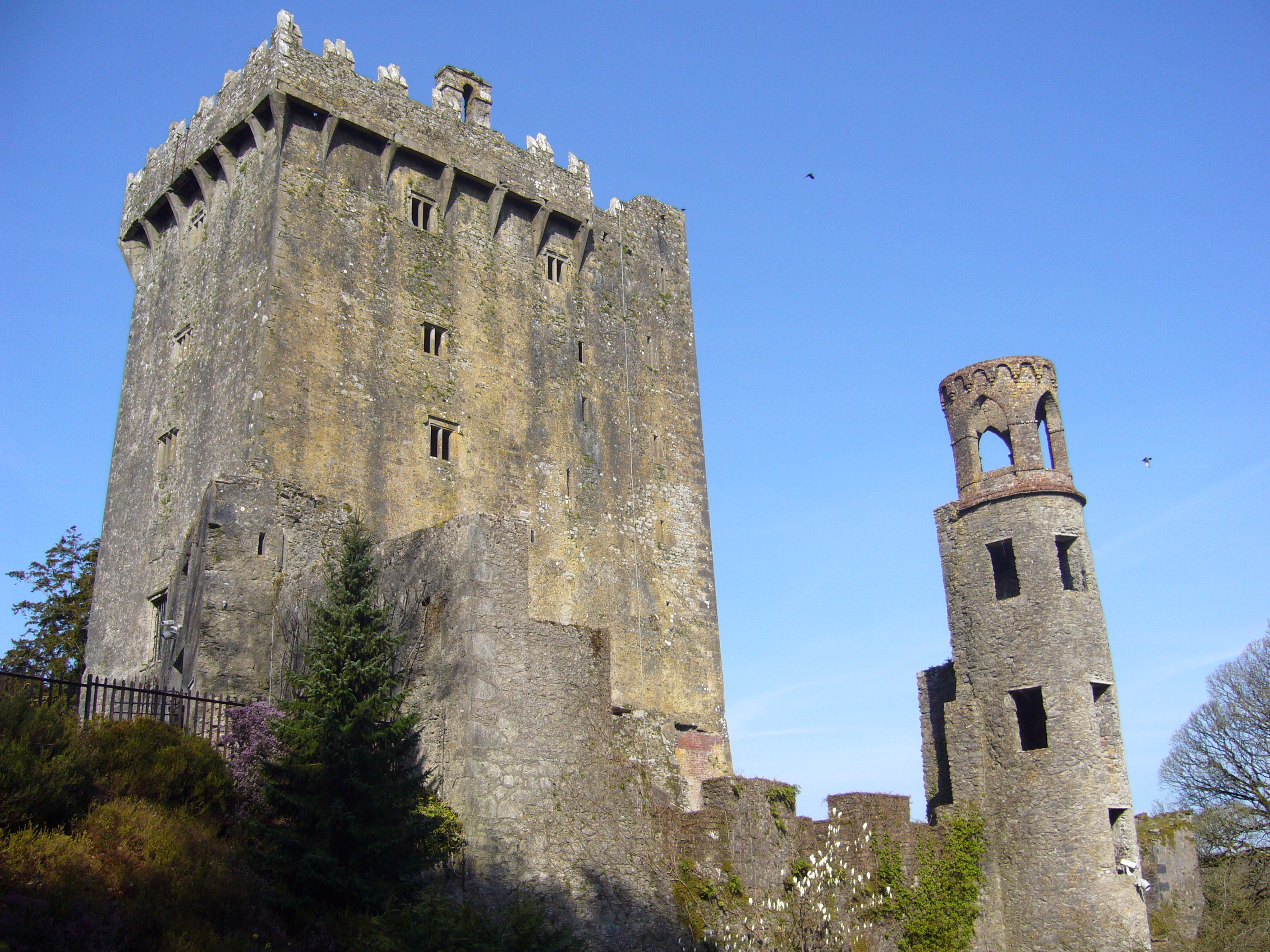
Замок Бларні.

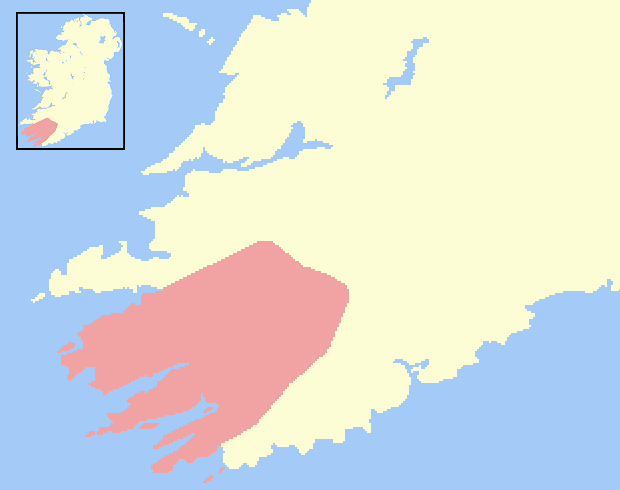
Королівство Десмонд у 1300-х роках

Десмонд (ірл. Deas Mhumhain: Дес Мумайн, Дес Вувань, англ. Desmond) — королівство, що існувало в Середні віки на півдні Ірландії в 1118—1596 роках. Столицями королівства були міста і замки: Палліс, Кастелоу, Баллікарбері. Першим королем був Тадґ Мак Карті Мор, останнім — Донал ІХ Мак Карті Мор. Назва означає «Південний Муман». Муман — ірландська назва королівства Манстер. Королівство утворилося в результаті конфлікту між кланами О'Браєн та Мак Карті. У 1118 році був підписаний договір Гланміре, за яким королівство Муман було розділене на королівства Томонд та Десмонд. Пізніше додатково утворилися графства Ормонд (Східний Манстер) та Лормонд (Західний Манстер). Майже 500 років королівство Десмонд лишалося незалежним ірландським королівством, в той час як багато інших земель Ірландії біли захоплені Англією.

## Історія королівства Десмонд

### Клан Мак Карті Мор
З моменту свого утворення в 1118 році до падіння у 1596 році королівство Десмонд управлялося кланом Мак Карті Мор (Сини Карті Великі). Протягом століть королівством правили королі з клану Мак Карті Мор. Резиденціями королів були замки Палліс (біля Кілларні), Лох (Кілларні, на берегах озера Лох-Лін), Баллікарбері (біля Кахерківіна, графство Керрі).
Після смерті останнього короля Десмонду Донала IX Мак Карті Мора в 1596 році, і після битви під Кінсейле в 1602 році, колишнє оролівство Десмонд захопила Англія і розділила його на графства Корк та Керрі у 1606 році.
Після падіння влади клану Мак Карті Мор в Десмонді нащадки королів Десмонда володіють титулом вождів клану Мак Карті Мор. Крім того володіють титулами принців Десмонду. Нащадки бічних гілок вождів клану Мак Карті Мор володіють титулом лорд.
Клан Мак Карті Мор мав чисельні гілки та септи. Ватажки кожної гілки та септи не мають титулу вождя клану, але вважаються вождями гілок клану. Це такі гілки як Мак Карті Рег Карбері, Мак Карті Мускеррі, Мак Дона Мак Карті Духаллоу.
Протягом століть клан Мак Карті вів боротьбу з норманами, зокрема з Фітцджеральдами, захищаючи своє королівство, боролись за свободу Ірландії.

### Карбері
Одним з трьох князівств в королівстві Десмонд було князівство Карбері, де панувала династія Мак Карті Рег, засновником якої був Донал Ґотт Мак Карті у ХІІІ столітті. Князівство Карбері мало відносну незалежність від вождів клану Мак Карті Мор і королів Десмонду. Резиденція князів Карбері була в замку Кілбріттен — біля Кінсейле в графстві Корк, потім в замку Тімолегве — на захід від Кінсейле. Цей замок мав переваги — у князів Карбері часто виникали конфлікти з норманськими феодалами Баррі, що намагались захопити західний Корк. Гілка Мак Карті Рег володіла також міцними замками Баллідехоб, Бендуфф, Даунін, Кілгоббін.

### Мускеррі
Клан Мак Карті Мускеррі виник з клану Мак Карті Мор і вважається септою цього клану. Мускенррі було князівством королівства Десмонд з XIV століття як спадщина короля Кормака Мора Мак Карті Мора (пом. 1359 року), яку він передав другому своєму сину — Дермонду. У різний час в зв'язку з політичними іграми з Англією князівство та князі Мускеррі носило різні назви — графи Кланкарті, віконти Монткашель, барони Бларні, лорди Бларні.
З моменту свого відновлення наприкінці XV століття Кормаком Мак Карті Лайдіром замок Бларні, що стоїть недалеко від міста Корк, був головною резиденцією вождів клану Мак Карті Мускеррі. У свій час Кормак Тейге Мак Карті — лорд Бларні вів переговори з королевою Англії Єлизаветою І. З того часу лово «Бларні» означає «лестощі», «порожнє підлабузництво», «спокуслива розмова». Крім того існує легенда про замок Бларні, що в ньому є камінь лестощів.
Крім замку Бларні князі Мускеррі володіли замками Баллеа, Карріґнамуск, Карріґнавар, Кастлкормак, Клогроу, Клогфіліп, Даунайн.

### Духаллоу
Третім князівством королівства Десмонд, яким теж правила гілка клану Мак Карті Мор було князівство Духаллоу або Дуйхе Еалла (ірл. — Dúiche Ealla). Клан, який утворився як гілка клану Мак Карті називався Мок Доно Мак Карті. Ця септа клану Мак Карті Мор та князівство утворилась в ХІІІ столітті як спадщина короля Десмонда — Кормака Фіонна Мак Карті Мора (1244—1248), яку він передав своєму сину Дермонду. Це князівство вело запеклу боротьбу з норманськими феодалами Фітцджеральдами, що претендували на титул графів Десмонд. Основною резиденцією князів духаллоу був замок Кантурк. Лінія князів Мак Доно — лордів Духаллоу вимерла в XVIII столітті. Септи князів Духаллоу володіли титулами лордів (ірландський аналог титулу — ард тіарна) та баронів (тіарна) — лорди Каппаг, Дроміскейн, Кантурк, Кілболейн, Кноктемпл, Логорт та інші.

### Кошмайнг (Кош Майнге)
Септа (клан) Шлохт Еоган Кошмайнг (з берегів річки Мейн) виникла у XIV столітті і походить як спадок короля Кормака Мора Мак Карті Мора (пом. 1359 року), який він передав своєму третьому сину Еогану. Як пише Батлер, баронство Магунігі було вотчиною септи Шлохт Еогайн Мойр Кош Майнге. Землі цієї септи йшли вздовж всього північного кордону Магунігі від Каслмейну до Корку.
Вождь септи Шлохт Еоган Кошмайнг володів титулом лорда (ард тіарна) Кошмайнг. Його резиденцією був замок Молагіффе та замки Фіеріс, Клонмеллане.

### Інші клани королівства Десмонд
Крім панівного клану Мак Карті на території королівства Десмонд жили інші клани та їх септи. Найбільш відомими кланами норманського походження були клани Фітцджеральд (графи Десмонд), Фітцмауріс, Барріс, Барретт, Рохес. Фітцджеральди володіли титулом графів Десмонду. Фінцджеральди двічі піднімали повстання за незалежність Ірландії — в 1569—1573 та в 1579—1583 роках (повстання Десмондів). Не дивлячись на те, що вони були норманського походження, їх називали «більшими ірландцями, ніж самі Ірландці». Крім клану Мак Карті з ірландських кланів в королівстві жили клани О'Салліван, О'Донох'ю. Вожді цих кланів завжди брали участь в інавгурації королів Десмонду — вручання королям Десмонду Білого Жезла. Крім цих кланів жили на території королівства ірландські клани О'Каллаган, О'Кіффі, Мак Ауліфф, О'Ше, О'Феррі та інші.
В князівстві Карбері найвідомішими ірландськими кланами були клани О'Донован, О'Магоні, О'Дрісколл, О'Дейлі, О'Кровлі, Мак Свіні, О'Лірі, О'Гелі, О'Ріордан.
Див. також. Список монархів королівства Десмонд